# Pokorni Péter
Pokorni Péter (Szekszárd, 1989. november 21. –) magyar labdarúgó, a Dunaújváros PASE kapusa.

## Pályafutása
A Paks harmadosztályú csapatában kezdte meg pályafutását, majd a csapat 2005-ben felkerült az NB II.-be. A 2005–2006-os szezonban megnyerte csapatával a Nyugati-csoport küzdelmeit, és feljutottak az NB I.-be. Az első osztályú csapatban nem volt első számú kapus, Kovács Attila mögött csak ritkán jutott szóhoz abban a szezonban, 2007-ben összesen 4 meccsen játszott. 17 évesen debütált az élvonalban, a ZTE ellen kezdett és hálóját megőrizte a góltól. Bár a tabellán sokkal előkelőbb helyet elfoglaló ZTE sorra alakította ki helyzeteit, de Pokorni kapujába nem tudtak betalálni.  2007-ben meghívást kapott az U-19-es válogatottba, a 2008-as U-19-es Európa-bajnokságon is tagja volt a hazai keretnek.
2009 januárjában az MTK-hoz igazolt, ahonnan fél év után visszaigazolt Paksra.
2013 januárjában a Szolnoki MÁV FC játékosa  lett.

## Sikerei, díjai
Paksi FC
- Ligakupa-döntős: 2010